# Martha Bayona
Martha Bayona Pineda (ur. 12 sierpnia 1995 w Bucaramandze) – kolumbijska kolarka torowa, srebrna medalistka mistrzostw świata.

## Kariera
Pierwszy sukces w karierze osiągnęła w 2015 roku, kiedy na mistrzostwach panamerykańskich w Meksyku zdobyła złoto w sprincie drużynowym. Na rozgrywanych dwa lata później mistrzostwach panamerykańskich w Santiago zdobyła srebro w keirinie i sprincie drużynowym. Kolejne trzy medale wywalczyła podczas mistrzostw panamerykańskich w Aguascalientes w 2016 roku: srebrne w wyścigu na 500 m i sprincie drużynowym oraz brązowy w keirinie. Ponadto na mistrzostwach świata w Hongkongu w 2017 roku zajęła drugie miejsce w keirinie, rozdzielając na podium Niemkę Kristinę Vogel i Belgijkę Nicky Degrendele.